# Ludwig Wutschel

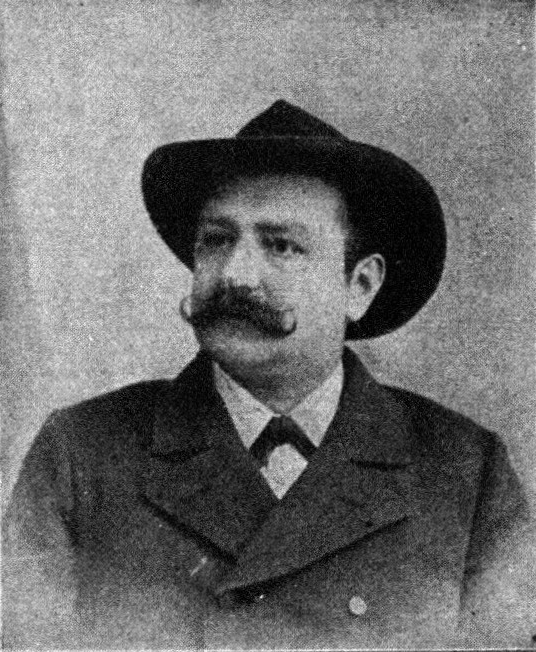
Ludwig Wutschel

Ludwig Wutschel (* 17. August 1855 in Wien; † 28. Januar 1938 ebenda) war ein österreichischer Politiker der Sozialdemokratischen Arbeiterpartei (SdP).

## Ausbildung und Beruf
Nach dem Besuch der Volks- und Realschule lernte er den Beruf des Maschinenschlossers und Eisendrehers. Danach wurde er Buch- und Papierhändler und Herausgeber der Zeitschrift "Der Freidenker".

## Politische Funktionen
- 1907–1918: Abgeordneter des Abgeordnetenhauses im Reichsrat (XI. und XII. Legislaturperiode), Wahlbezirk Österreich unter der Enns 22, Klub der deutschen Sozialdemokraten
- Mitglied des Gemeinderates von Wien
- Vorsitzender mehrerer Arbeitervereine und des Vereins der Freidenker

## Politische Mandate
- 21. Oktober 1918 bis 16. Februar 1919: Mitglied der Provisorischen Nationalversammlung, SdP